# Делта (округ, Мічиган)
Шаблон:StateAbbr_ 45°47′ пн. ш. 86°52′ зх. д. / 45.78° пн. ш. 86.87° зх. д.
Округ  Делта (англ. Delta County) — округ (графство) у штаті Мічиган, США. Ідентифікатор округу 26041.

## Історія
Округ утворений 1843 року.

## Демографія
За даними перепису 
2000 року 
загальне населення округу становило 38520 осіб, зокрема міського населення було 21032, а сільського — 17488.
Серед мешканців округу чоловіків було 18928, а жінок — 19592. В окрузі було 15836 домогосподарств, 10684 родин, які мешкали в 19223 будинках.
Середній розмір родини становив 2,93.
Віковий розподіл населення поданий у таблиці:
| Стать    | До 15 років | 15-21 | 22-29 | 30-39 | 40-49 | 50-65 | 65-85 | Понад 85 |
| -------- | ----------- | ----- | ----- | ----- | ----- | ----- | ----- | -------- |
| Чоловіки | 3773        | 1938  | 1494  | 2464  | 3143  | 3329  | 2538  | 249      |
| Жінки    | 3550        | 1881  | 1435  | 2469  | 3211  | 3291  | 3128  | 627      |

## Суміжні округи
- Алджер — північ
- Скулкрафт — схід
- Лілано — південний схід
- Дор, Вісконсин — південь
- Меноміні — захід
- Маркетт — північний захід

## Виноски
1. ↑  US Decennial Census. US Census Bureau. Архів оригіналу за 19 липня 2018. Процитовано 21 вересня 2014.
2. ↑  Historical Census Browser. University of Virginia Library. Архів оригіналу за 11 серпня 2012. Процитовано 21 вересня 2014.
3. ↑  Population of Counties by Decennial Census: 1900 to 1990. US Census Bureau. Архів оригіналу за 15 лютого 2015. Процитовано 21 вересня 2014.
4. ↑  Census 2000 PHC-T-4. Ranking Tables for Counties: 1990 and 2000 (PDF). US Census Bureau. Архів оригіналу (PDF) за 18 грудня 2014. Процитовано 21 вересня 2014.
5. ↑  State & County QuickFacts. US Census Bureau. Архів оригіналу за 9 липня 2011. Процитовано 27 серпня 2013.(англ.) Наведено за англійською вікіпедією.
6. ↑  American FactFinder. Бюро перепису населення США. Архів оригіналу за 21 травня 2008. Процитовано 31 січня 2008.

| США | Це незавершена стаття з географії США. Ви можете допомогти проєкту, виправивши або дописавши її. |